# Bikini Jones and the Temple of Eros
Pour plus de détails, voir Fiche technique et Distribution.
Bikini Jones and the Temple of Eros est un téléfilm américain écrit et réalisé par Fred Olen Ray, diffusé en 2010.
Le film est une parodie des films sur Indiana Jones, tel que Indiana Jones et le Temple maudit.

## Fiche technique
- Titre : Bikini Jones and the Temple of Eros
- Réalisation : Fred Olen Ray (crédité comme Nicholas Medina)
- Scénario : Fred Olen Ray
- Producteur :
- Production : Retromedia Entertainment
- Distributeur :
- Musique :
- Pays d'origine :  États-Unis
- Langue d'origine : Anglais américain
- Lieux de tournage : Los Angeles, Californie, États-Unis
- Genre : Comédie érotique
- Durée : 82 minutes (1 h 22)
- Date de sortie :
  -  États-Unis : 2 mars 2010
  -  Japon : 2 février 2011

## Distribution
- Christine Nguyen : Bikini Jones
- Heather Vandeven : Evilla Cruella
- Rebecca Love : Carol
- Frankie Cullen : Drago
- Billy Chappell : Mark X (crédité comme Tony Marino)
- Brynn Tyler : la guarde Security
- Ted Newsom : Mr. Martin
- Jayden Cole : la fille de la soirée